# Andreas Dushi
Andreas Dushi (ur. 12 września 1999 w Szkodrze) – albański poeta, jeden z pięciu albańskich kandydatów do Nagrody Literackiej Unii Europejskiej z 2021 roku.

## Życiorys
Ukończył studia albanistyczne na Uniwersytecie w Szkodrze, następnie uzyskał magisterium na Uniwersytecie Tirańskim.
W 2017 roku rozpoczął pracę dziennikarza w portalu internetowym konica.al, następnie był jednym z jego redaktorów. Współzałożył bibliotekę znajdującą się w katedrze św. Szczepana w Szkodrze. W 2023 roku otrzymał Nagrodę Zefa Pllumiego.
Jest redaktorem portalu exlibris.al, pracuje także w Bibliotece Narodowej Albanii.

## Utwory
- Krishti vesh me t'kuqe (2017)[5]
- Mbi ato vorre (2017)[2]
- Marrja e gjakut (2018)[6][7][2]
- Nga ditari i Kainit (2018)[2]
- Antologji e tregimit shqiptar – shekulli XXI (2019)[2]
- Pragu i braktisjes (2019)[8][2]
- Shoku yt, baba (2019)[2]
- La mamma e l’umidita (2022)[2][9]
- Në besë të tatuazhit tënd (2022)[2]